# Liga de Campeones de la AFC 2
La Liga de Campeones 2 de la AFC (en inglés: AFC Champions League Two) es una competición internacional anual de fútbol organizada por la Confederación Asiática de Fútbol (AFC). La clasificación al torneo se otorga a equipos de países afiliados a la AFC ubicados entre los puestos 7.º y 12.º de cada región; es decir, los campeones de las ligas de segundo nivel en la confederación.

## Historia

### Creación y lanzamiento
La AFC Champions League Two (ACL Two) fue anunciada en diciembre de 2022 como parte de una renovación integral de las competiciones de clubes de la Confederación Asiática de Fútbol (AFC). Esta competición fue diseñada como un reemplazo de la Copa AFC, que hasta entonces funcionaba como la competición de segundo nivel en el sistema de fútbol asiático, complementaria a la Liga de Campeones de Élite de la AFC.
En agosto de 2023, la AFC confirmó oficialmente los nombres de sus nuevas competiciones de clubes: AFC Champions League Elite, AFC Champions League Two y AFC Challenge League (ACGL).
Posteriormente, durante una ceremonia celebrada tras la conclusión del 34º Congreso de la AFC en Bangkok, Tailandia, en 2024, se presentaron las nuevas identidades visuales para todas estas competiciones.

### Primera edición
La ACL Two comenzó su andadura en 2024, contando con la participación de 32 equipos provenientes de las ligas ubicadas entre los puestos 7º y 12º de cada región; es decir, los campeones de las ligas de segundo nivel en la confederación. En su formato inaugural, la competición se estructuró con ocho grupos: los grupos A, B, C y D incluyen equipos de Asia Occidental y Asia Central, mientras que los grupos E, F, G y H están formados por equipos del Este y Sudeste Asiático. El sistema de competición establece que los campeones de grupo avanzan a una fase eliminatoria, en la que los enfrentamientos se deciden por sorteo. Esta nueva competición formó parte de la mayor inversión realizada por la AFC hasta la fecha, con un aumento en los premios económicos y contribuciones para gastos de viaje para los clubes participantes.
Durante el desarrollo de la primera edición del torneo, se produjo un incidente controvertido que involucró al club indio Mohun Bagan Super Giant, uno de los clubes más antiguos de Asia y campeón de la Superliga India. El equipo de Calcuta, que competía en el Grupo A, fue excluido de la competición por la AFC después de no viajar a Irán para disputar un partido contra el Tractor SC programado para el 2 de octubre de 2024, decisión tomada tras el lanzamiento de misiles balísticos desde Irán hacia Israel el día anterior, lo que generó preocupaciones de seguridad entre los jugadores del club indio, especialmente porque Tabriz, la ciudad donde debía jugarse el partido, fue uno de los lugares desde donde se lanzaron los misiles; como consecuencia, la AFC declaró todos los partidos del Mohun Bagan como nulos y sin efecto para la clasificación del Grupo A, y remitió el caso a los comités pertinentes para decisiones adicionales.
El primer título de la historia de la AFC Champions League Two fue conquistado por el Sharjah FC de los Emiratos Árabes Unidos, que se impuso en una dramática final al Lion City Sailors de Singapur por 2-1. El partido decisivo, disputado en el Estadio Bishan de Singapur ante unos 10.000 espectadores, y en el que en el minuto 97, Marcus Meloni anotó un golazo desde un ángulo cerrado que dio al Sharjah su primer título continental.

## Sistema de competición
- Un total de 32 equipos participan en la fase de grupos, divididos en 16 equipos del Oeste de Asia y Asia Central, y 16 equipos del Este, Sureste y Sur de Asia.
- Los equipos se distribuyen en ocho grupos, con cuatro grupos para el bloque occidental y cuatro para el bloque oriental.
- Los dos primeros equipos de cada grupo avanzan a los octavos de final, que se disputan a series de ida y vuelta.
- Los cuartos de final y las semifinales también se juegan a ida y vuelta.
- La final se juega a partido único, normalmente en una sede no neutral, rotando las localidades para las zonas este y oeste.
- El campeón de la Liga de Campeones 2 obtiene un cupo directo para la fase de liga de la Liga de Campeones de Élite de la AFC.

### Distribución
La AFC entregó el número de cupos por asociación.

| Zona Oeste | Zona Oeste | Zona Oeste                                       | Zona Oeste | Zona Oeste | Zona Oeste |
| Ranking    | Ranking    | Asociación                                       | Puntos     | Cupos      | Cupos      |
| Zona       | AFC        | Asociación                                       | Puntos     | Principal  | Preliminar |
| ---------- | ---------- | ------------------------------------------------ | ---------- | ---------- | ---------- |
| -          | -          | Eliminados de la Liga de Campeones Élite 2024-25 | -          | 1 o 2      | -          |
| 1          | 1          | Arabia Saudita                                   | 93.795     | 1          | -          |
| 2          | 4          | Catar                                            | 75.950     | 1          | -          |
| 3          | 5          | Irán                                             | 72.018     | 1          | -          |
| 4          | 6          | Emiratos Árabes Unidos                           | 64.129     | 1          | -          |
| 5          | 9          | Uzbekistán                                       | 45.006     | 1          | -          |
| 6          | 10         | Irak                                             | 36.901     | 1          | -          |
| 7          | 12         | Jordania                                         | 30.161     | 1          | 1          |
| 8          | 16         | Tayikistán                                       | 23.976     | 1          | 1          |
| 9          | 17         | India                                            | 23.639     | 1          | 1          |
| 10         | 18         | Baréin                                           | 20.681     | 1          | 1          |
| 11         | 19         | Kuwait                                           | 20.069     | 1          | -          |
| 12         | 20         | Turkmenistán                                     | 19.464     | 1          | -          |
| Zona Este  |            |                                                  |            |            |            |
| Ranking    | Ranking    | Asociación                                       | Puntos     | Cupos      | Cupos      |
| Zona       | AFC        | Asociación                                       | Puntos     | Principal  | Preliminar |
| -          | -          | Eliminados de la Liga de Campeones Élite 2024-25 | -          | 1 o 2      | -          |
| 1          | 2          | Japón                                            | 91.821     | 1          | -          |
| 2          | 3          | Corea del Sur                                    | 88.925     | 1          | -          |
| 3          | 7          | China                                            | 57.630     | 1          | -          |
| 4          | 8          | Tailandia                                        | 49.470     | 1          | -          |
| 5          | 11         | Australia                                        | 33.380     | 1          | -          |
| 6          | 13         | Malasia                                          | 29.251     | 1          | -          |
| 7          | 14         | Vietnam                                          | 29.469     | 1          | 1          |
| 8          | 15         | Hong Kong                                        | 27.450     | 1          | 1          |
| 9          | 21         | Filipinas                                        | 18.428     | 1          | 1          |
| 10         | 24         | Singapur                                         | 16.824     | 1          | 1          |
| 11         | 25         | Corea del Norte                                  | 16.117     | 1          | -          |
| 12         | 27         | Indonesia                                        | 15.083     | 1          | -          |

## Historial
| Liga de Campeones 2 de la AFC | Liga de Campeones 2 de la AFC | Liga de Campeones 2 de la AFC | Liga de Campeones 2 de la AFC | Liga de Campeones 2 de la AFC |
| Temp.                         | Campeón                       | Resultado                     | Subcampeón                    | Notas                         |
| ----------------------------- | ----------------------------- | ----------------------------- | ----------------------------- | ----------------------------- |
| 2024-25                       | Sharjah F. C.                 | 2 - 0                         | Lion City Sailors             | Primera edición del torneo.   |

## Palmarés
| Equipo                  | Títulos | Subcampeón | Años campeonatos | Años subcampeonatos |
| ----------------------- | ------- | ---------- | ---------------- | ------------------- |
| Sharjah F. C.           | 1       | -          | 2024-25          |                     |
| Lion City Sailors F. C. | -       | 1          |                  | 2024-25             |

Datos actualizados: final de la temporada 2024-25

### Títulos por país
| País                   | Títulos | Subcamp. | Clubes campeones  |
| ---------------------- | ------- | -------- | ----------------- |
| Emiratos Árabes Unidos | 1       | -        | Sharjah F. C. (1) |
| Singapur               | -       | 1        |                   |

Datos actualizados: final de la temporada 2024-25

## Estadísticas

### Clasificación histórica
| Pos | Club                         | Temp. | Puntos | PJ | PG | PE | PP | Títulos | % Título | % Partic. |
| --- | ---------------------------- | ----- | ------ | -- | -- | -- | -- | ------- | -------- | --------- |
| 1   | Sydney F. C.                 | 1     | 25     | 12 | 8  | 1  | 3  | -       | 0.00     | 0.00      |
| 2   | Sharjah F. C.                | 1     | 24     | 13 | 7  | 3  | 3  | 1       | 100.00   | 100.00    |
| 3   | Lion City Sailors F. C.      | 1     | 23     | 13 | 7  | 2  | 4  | -       | 0.00     | 0.00      |
| 4   | Sanfrecce Hiroshima          | 1     | 23     | 12 | 7  | 2  | 1  | -       | 0.00     | 0.00      |
| 5   | Al-Taawoun F. C.             | 1     | 22     | 12 | 6  | 4  | 2  | -       | 0.00     | 0.00      |
| 6   | Shabab Al-Ahli Dubai F. C.   | 1     | 21     | 10 | 6  | 3  | 1  | -       | 0.00     | 0.00      |
| 7   | Jeonbuk Hyundai Motors F. C. | 1     | 18     | 10 | 6  | 0  | 4  | -       | 0.00     | 0.00      |
| 8   | Tractor Sazi F. C.           | 1     | 16     | 8  | 4  | 4  | 0  | -       | 0.00     | 0.00      |
| 9   | Bangkok United F. C.         | 1     | 14     | 8  | 4  | 2  | 2  | -       | 0.00     | 0.00      |
| 10  | Al-Khaldiya S. C.            | 1     | 13     | 8  | 4  | 1  | 3  | -       | 0.00     | 0.00      |

### Tabla histórica de goleadores
| \| Pos. \| Jugador \| G. \| P. J. \| Prom. \| Debut \| Equipo de su debut \| Otros clubes \| \| ---- \| ------------------------ \| -- \| ----- \| ----- \| ----- \| -------------------------- \| ------------ \| \| 1 \| Sardar Azmoun \| 9 \| 9 \| 1.00 \| 2024 \| Shabab Al-Ahli Dubai F. C. \| \| \| 2 \| Amirhossein Hosseinzadeh \| 8 \| 8 \| 1.00 \| 2024 \| Tractor Sazi F. C. \| \| \| 3 \| Shawal Anuar \| 8 \| 13 \| 0.62 \| 2024 \| Lion City Sailors F. C. \| \| \| 4 \| Seia Kunori \| 6 \| 6 \| 1.00 \| 2024 \| Tampines Rovers F. C. \| \| \| 5 \| Patryk Klimala \| 6 \| 10 \| 0.60 \| 2024 \| Sydney F. C. \| \| Estadísticas actualizadas hasta el último partido jugado el 18 de mayo de 2025. |                          |    |       |       |       |                            |              |
| Pos. | Jugador                  | G. | P. J. | Prom. | Debut | Equipo de su debut         | Otros clubes |
| 1 | Sardar Azmoun            | 9  | 9     | 1.00  | 2024  | Shabab Al-Ahli Dubai F. C. |              |
| 2 | Amirhossein Hosseinzadeh | 8  | 8     | 1.00  | 2024  | Tractor Sazi F. C.         |              |
| 3 | Shawal Anuar             | 8  | 13    | 0.62  | 2024  | Lion City Sailors F. C.    |              |
| 4 | Seia Kunori              | 6  | 6     | 1.00  | 2024  | Tampines Rovers F. C.      |              |
| 5 | Patryk Klimala           | 6  | 10    | 0.60  | 2024  | Sydney F. C.               |              |